# Убеда
Убеда (шп. Úbeda) град је у Шпанији у аутономној заједници Андалузија у покрајини Хаен. Према процени из 2017. у граду је живело 34 835 становника.

## Становништво
Према процени, у граду је 2017. живело 34 835 становника.
| 1970.  | 1981.  | 1991.  | 2001.  | 2017.  |
| ------ | ------ | ------ | ------ | ------ |
| 30.186 | 28.717 | 31.962 | 32.456 | 34.835 |

## Партнерски градови
- Lège-Cap-Ferret
- Чиклана де ла Фронтера
- Baeza